# Stephen Holden
Stephen Holden (* 18. července 1941) je americký spisovatel a hudební, filmový a divadelní kritik. Poté, co v roce 1963 dokončil studium Yaleově univerzitě, začal pracovat pro hudební vydavatelství RCA Records. Později se začal věnovat novinářské činnosti a psal do časopisů, jako byly například Rolling Stone a The Village Voice. V roce 1980 vydal román Triple Platinum. Roku 1987 byl oceněn cenou Grammy za nejlepší poznámky k albu (za album The Voice: Frank Sinatra, the Columbia Years (1943–1952)). V roce 1988 začal psát pro The New York Times.